# Всесвітня премія фентезі за найкращий роман
Всесвітня премія фентезі за найкращий роман (англ. World Fantasy Award for Best Novel) — нагорода в номінації «роман» (англ. novel), що присуджується на щорічному Всесвітньому конвенті фентезі за твори, написані у жанрі фентезі й опубліковані в попередньому календарному році. Цією премією з 1975 року нагороджуються письменники, які пишуть англійською мовою про героїв меча і магії та інший ескапізм.
Пропонуватися на цю премію можуть тільки ті автори, які живуть на момент номінації. Робота, що номінована на цю  категорію, повинна бути обсягом не менше 40 000 слів. Учасники поточного конвенту й попередніх двох можуть номінувати до 5 творів у кожній категорії премії. Два романи, які набрали найбільше голосів, потрапляють у фінальний бюлетень. Інших фіналістів, як і переможців, обирає журі, яке змінюється кожного року.
Як нагороду переможці отримують скульптурну статуетку з білого металу, яка зображає Говарда Філіпса Лавкрафта, письменника і поета, творця міфів Ктулху
На 01.01.2016 року премію отримали 40 осіб. П'ять разів нагороди вручалися двом авторам одночасно (1985, 1991, 2001, 2003 й 2009 роках). П'ять разів нагороду отримували повторно: Джин Вулф (1981, 2007), Джефрі Форд (1984, 1998), Патриція Маккілліп (1975, 2003), Тім Пауерс (1993, 2001) і Джеймс Морроу (1991, 1995).

## 1970-і
| Переможці — виділені у таблиці кольором фону комірки. |

| Рік  | Світлини лауреатів   | Переможці й фіналісти                                | Назва роману                                      | Назва роману мовою оригіналу        | Переклад українською                | Видавництво       | Прим. |
| ---- | -------------------- | ---------------------------------------------------- | ------------------------------------------------- | ----------------------------------- | ----------------------------------- | ----------------- | ----- |
| 1975 |                      | Патриція Маккілліп                                   | «Забуті звірі Ельда»                              | The Forgotten Beasts of Eld         | —                                   | Atheneum Books    | [ 4 ] |
| 1975 | Пол Андерсон         | «Буря в літню ніч»                                   | Midsummer Tempest                                 | —                                   | Doubleday                           | [ 4 ]             |       |
| 1975 | Ворнер Манн          | «Перстень Мерліна»                                   | Merlin's Ring                                     | —                                   | Ballantine Books                    | [ 4 ]             |       |
| 1976 |                      | Річард Метісон                                       | «Десь у часі»                                     | Bid Time Return                     | —                                   | Viking Press      | [ 5 ] |
| 1976 | Стівен Кінг          | «Доля Салему»                                        | Salem's Lot                                       | «Салимове лігво»                    | Doubleday / Клуб Сімейного Дозвілля | [ 5 ]             |       |
| 1977 |                      | Вільям Коцвінкл                                      | «Доктор Щур»                                      | Doctor Rat                          | —                                   | Alfred A. Knopf   | [ 7 ] |
| 1977 | Карл Едвард Вагнер   | «Похід Чорного Хреста»                               | Dark Crusade                                      | —                                   | Warner                              | [ 7 ]             |       |
| 1977 | Гордон Діксон        | «Дракон та Джордж»                                   | The Dragon and the George                         | —                                   | Ballantine Books                    | [ 7 ]             |       |
| 1977 | Ремсі Кемпбелл       | «Лялька, яка з'їла свою матір»                       | The Doll Who Ate His Mother                       | —                                   | Bobbs-Merrill Company               | [ 7 ]             |       |
| 1977 | Майкл Муркок         | «Мандрівник морями долі»                             | The Sailor on the Seas of Fate                    | —                                   | DAW Books                           | [ 7 ]             |       |
| 1977 | Джон Стейнбек        | «Легенди про короля Артура й Лицарів Круглого Столу» | The Acts of King Arthur and His Noble Knight      | —                                   | Farrar, Straus and Giroux           | [ 7 ]             |       |
| 1978 |                      | Фріц Лайбер                                          | «Наша пані темряви»                               | Our Lady of Darkness                | —                                   | Berkley Books     | [ 8 ] |
| 1978 | Чарльз Грант         | «Година Оксрунських мертвяків»                       | The Hour of the Oxrun Dead                        | —                                   | Doubleday                           | [ 8 ]             |       |
| 1978 | Стівен Р. Дональдсон | «Хроніки Томаса Ковенанта, Невіруючого»              | The Chronicles of Thomas Covenant, the Unbeliever | —                                   | Holt, Rinehart & Winston            | [ 8 ]             |       |
| 1979 |                      | Майкл Муркок                                         | «Ґлоріана, або та, що не стала королевою»         | Gloriana; or, the Unfulfill'd Queen | —                                   | Avon Publications | [ 9 ] |
| 1979 | Чарльз Грант         | «Звук опівночі»                                      | The Sound of Midnight                             | —                                   | Doubleday                           | [ 9 ]             |       |
| 1979 | Лес Деніелс          | «Чорний замок»                                       | The Black Castle                                  | —                                   | Charles Scribner's Sons             | [ 9 ]             |       |
| 1979 | Стівен Кінг          | «Зупинка»                                            | The Stand                                         | «Протистояння»                      | Даблдей / Клуб Сімейного Дозвілля   | [ 9 ]             |       |
| 1979 | Теніт Лі             | «Володар ночі»                                       | Night's Master                                    | —                                   | DAW Books                           | [ 9 ]             |       |

## 1980-і
| Рік  | Світлини лауреатів   | Переможці й фіналісти          | Назва роману                                        | Назва роману мовою оригіналу                  | Переклад українською                  | Видавництво                            | Прим.  |
| ---- | -------------------- | ------------------------------ | --------------------------------------------------- | --------------------------------------------- | ------------------------------------- | -------------------------------------- | ------ |
| 1980 |                      | Елізабет А. Лінн               | «Вартова вежа»                                      | Watchtower                                    | —                                     | Berkley Books                          | [ 9 ]  |
| 1980 | Чарльз Грант         | «Останній поклик жалоби»       | The Last Call of Mourning                           | —                                             | Doubleday                             | [ 9 ]                                  |        |
| 1980 | Елізабет Лінн        | «Танцюри Аруна»                | The Dancers of Arun                                 | —                                             | Berkley Books                         | [ 9 ]                                  |        |
| 1980 | Патриція Маккілліп   | «Арфист на повітрі»            | Harpist in the Wind                                 | —                                             | Atheneum Books                        | [ 9 ]                                  |        |
| 1980 | Патриція Райтсон     |                                | The Dark Bright Water                               | —                                             | Atheneum Books                        | [ 9 ]                                  |        |
| 1980 | Челсі Квін Ярбро     | «Вогнища Тоскани»              | The Palace                                          | —                                             | St. Martin's Press                    | [ 9 ]                                  |        |
| 1981 |                      | Джин Вулф                      | «Тінь мучителя»                                     | The Shadow of the Torturer                    | —                                     | Simon & Schuster                       | [ 12 ] |
| 1981 | Парк Гудвін          | «Вогняний лорд»                | Firelord                                            | —                                             | Doubleday                             | [ 12 ]                                 |        |
| 1981 | Стівен Кінг          | «Імла»                         | The Mist                                            | —                                             | Dark Forces (Viking Press) / КСД      | [ 12 ]                                 |        |
| 1981 | Пітер Страуб         | «Монастир Тіней»               | Shadowland                                          | —                                             | Coward, McCann & Geoghegan            | [ 12 ]                                 |        |
| 1981 | Челсі Квін Ярбро     | «Аріосто»                      | Ariosto                                             | —                                             | Pocket Books                          | [ 12 ]                                 |        |
| 1982 |                      | Джон Кровлі                    | «Маленький, Великий або Парламент Фей»              | Little, Big: or, The Fairies' Parliamentg     | —                                     | Bantam Books                           | [ 13 ] |
| 1982 | Джин Вулф            | «Кіготь Миротворця»            | The Claw of the Conciliator                         | —                                             | Timescape                             | [ 13 ]                                 |        |
| 1982 | Ремсі Кемпбел        | «Безіменний»                   | The Nameless                                        | —                                             | Macmillan Publishers                  | [ 13 ]                                 |        |
| 1982 | Майкл Муркок         | «Пес війни й біль світу»       | The War Hound and the World's Pain                  | —                                             | Timescape                             | [ 13 ]                                 |        |
| 1982 | Д. М. Томас          | «Білий отель»                  | The White Hotel                                     | —                                             | Viking Press                          | [ 13 ]                                 |        |
| 1983 |                      | Майкл Ши                       | «Ніффт Пронира»                                     | Nifft the Lean                                | —                                     | DAW Books                              | [ 14 ] |
| 1983 | Чарльз Грант         | «Пташеня»                      | The Nestling                                        | —                                             | Pocket Books                          | [ 14 ]                                 |        |
| 1983 | Джин Вулф            | «Меч ліктора»                  | The Sword of the Lictor                             | —                                             | Timescape                             | [ 14 ]                                 |        |
| 1983 | Джордж Мартін        | «Сновидіння Февра»             | Fevre Dream                                         | —                                             | Poseidon Press                        | [ 14 ]                                 |        |
| 1983 | Томас Тесьє          | «Фантом»                       | Phantom                                             | —                                             | Atheneum Books                        | [ 14 ]                                 |        |
| 1984 |                      | Джон М. Форд                   | «Дракон в очікуванні»                               | The Dragon Waiting                            | —                                     | Timescape                              | [ 15 ] |
| 1984 | Джек Венс            | «Ліонесс: Сад Сульдруна»       | Lyonesse: Suldrun's Garden                          | —                                             | Berkley Books                         | [ 15 ]                                 |        |
| 1984 | Стівен Кінг          | «Притулок для домашніх тварин» | Pet Sematary                                        | «Кладовище домашніх тварин»                   | Doubleday / Клуб Сімейного Дозвілля   | [ 15 ]                                 |        |
| 1984 | Мануель Маджик Леніз | «Мандрівний єдиноріг»          | El unicornio (ісп.) / The Wandering Unicorn (англ.) | —                                             | Taplinger                             | [ 15 ]                                 |        |
| 1984 | Роберта Мак-Евой     | «Чаювання з чорним драконом»   | Tea With the Black Dragon                           | —                                             | Bantam Books                          | [ 15 ]                                 |        |
| 1984 | Джордж Мартін        | «Рег Армагеддону»              | The Armageddon Rag                                  | —                                             | Poseidon Press                        | [ 15 ]                                 |        |
| 1985 | Роберт Голдсток      | Баррі Г'югарт                  | «Пташиний міст»                                     | Bridge of Birds                               | —                                     | St. Martin's Press                     | [ 17 ] |
| 1985 | Роберт Голдсток      | Роберт Голдсток                | «Ліс Міфаго»                                        | Mythago Wood                                  | —                                     | Victor Gollancz                        | [ 17 ] |
| 1985 | Роберт Голдсток      | Діана Вінн Джонс               | «Пастка для чарівників»                             | Archer's Goon                                 | —                                     | Methuen Publishing                     | [ 17 ] |
| 1985 | Роберт Голдсток      | Т. Е. Д. Клайн                 | «Церемонії»                                         | The Ceremonies                                | —                                     | Viking Press                           | [ 17 ] |
| 1985 | Роберт Голдсток      | Стівен Кінг, Пітер Страуб      | «Талісман»                                          | The Talisman                                  | —                                     | Viking Press / Клуб Сімейного Дозвілля | [ 17 ] |
| 1986 |                      | Ден Сіммонс                    | «Пісня Калі»                                        | Song of Kali                                  | —                                     | Bluejay Books                          | [ 18 ] |
| 1986 | Клайв Баркер         | «Проклята гра»                 | The Damnation Game                                  | —                                             | Weidenfeld & Nicolson                 | [ 18 ]                                 |        |
| 1986 | Ліза Голдштейн       | «Мрійливі роки»                | The Dream Years                                     | —                                             | Bantam Spectra                        | [ 18 ]                                 |        |
| 1986 | Пітер Кері           |                                | Illywhacker                                         | —                                             | Harper & Row                          | [ 18 ]                                 |        |
| 1986 | Енн Райс             | «Вампір Лестат»                | The Vampire Lestat                                  | —                                             | Alfred A. Knopf                       | [ 18 ]                                 |        |
| 1986 | Пол Хейзел           | «Зимівля»                      | Winterking                                          | —                                             | Atlantic Monthly Press                | [ 18 ]                                 |        |
| 1987 |                      | Патрік Зюскінд                 | «Парфуми: історія одного вбивці»                    | нім. Das Parfum. Die Geschichte eines Mörders | «Парфуми. Історія одного вбивці»      | Alfred A. Knopf / Фоліо                | [ 20 ] |
| 1987 | Террі Біссон         | «Балакун»                      | Talking Man                                         | —                                             | Arbor House                           | [ 20 ]                                 |        |
| 1987 | Джин Вулф            | «Воїн туману»                  | Soldier of the Mist                                 | —                                             | Tor Books                             | [ 20 ]                                 |        |
| 1987 | Чарльз Грант         |                                | The Pet                                             | —                                             | Tor Books                             | [ 20 ]                                 |        |
| 1987 | Стівен Кінг          | «Воно»                         | It                                                  | «Воно»                                        | Viking Press / КСД                    | [ 20 ]                                 |        |
| 1987 | Дін Кунц             | «Незнайомці»                   | Strangers                                           | —                                             | Putnam Publishing Group               | [ 20 ]                                 |        |
| 1987 | Маргарет Махі        | «Фокусники»                    | The Tricksters                                      | —                                             | J. M. Dent & Sons                     | [ 20 ]                                 |        |
| 1988 |                      | Кен Грімвуд                    | «Повторення (роман)»                                | Replay                                        | —                                     | Arbor House                            | [ 22 ] |
| 1988 | Клайв Баркер         | «Витканий світ»                | Weaveworld                                          | —                                             | Poseidon Press, William Collins, Sons | [ 22 ]                                 |        |
| 1988 | Орсон Скотт Кард     | «Сьомий син»                   | Seventh Son                                         | —                                             | Tor Books                             | [ 22 ]                                 |        |
| 1988 | Стівен Кінг          | «Страждання»                   | Misery                                              | «Мізері»                                      | Viking Press / КСД                    | [ 22 ]                                 |        |
| 1988 | Джон Кровлі          | «Єгипет»                       | Ægypt                                               | —                                             | Bantam Spectra                        | [ 22 ]                                 |        |
| 1988 | Роберт Маккаммон     | «Лебедина пісня»               | Swan Song                                           | —                                             | Pocket Books                          | [ 22 ]                                 |        |
| 1988 | Тім Пауерс           | «На дивних хвилях»             | On Stranger Tides                                   | —                                             | Ace Books                             | [ 22 ]                                 |        |
| 1989 |                      | Пітер Страуб                   | «Коко (роман)»                                      | Koko                                          | —                                     | E. P. Dutton / Viking Press            | [ 24 ] |
| 1989 | Джеймс Блейлок       | «Остання монета»               | The Last Coin                                       | —                                             | Mark V. Ziesing / Ace Books           | [ 24 ]                                 |        |
| 1989 | Роберт Корм'є        | «Зникнення»                    | Fade                                                | —                                             | Victor Gollancz / Delacorte Press     | [ 24 ]                                 |        |
| 1989 | Джонатан Керрол      | «Сон у полум'ї»                | Sleeping in Flame                                   | —                                             | Legend / Doubleday                    | [ 24 ]                                 |        |
| 1989 | Джо Лансдейл         |                                | «The Drive-In»                                      | —                                             | Bantam Spectra                        | [ 24 ]                                 |        |
| 1989 | Томас Гарріс         | «Мовчання ягнят»               | The Silence of the Lambs                            | «Мовчання ягнят»                              | St. Martin's Press / КСД              | [ 24 ]                                 |        |

## 1990-і
| Рік  | Світлини лауреатів                           | Переможці й фіналісти                       | Назва роману                        | Назва роману мовою оригіналу      | Переклад українською                                                           | Видавництво                                            | Прим.  |
| ---- | -------------------------------------------- | ------------------------------------------- | ----------------------------------- | --------------------------------- | ------------------------------------------------------------------------------ | ------------------------------------------------------ | ------ |
| 1990 |                                              | Джек Венс                                   | Трилогія «Ліонесс»: Мадук           | Lyonesse: Madouc                  | —                                                                              | Underwood–Miller                                       | [ 26 ] |
| 1990 | Джин Вулф                                    | «Воїн арете»                                | Soldier of Arete                    | —                                 | Tor Books                                                                      | [ 26 ]                                                 |        |
| 1990 | «Чарльз Грант»                               | «У похмурих мріях»                          | In A Dark Dream                     | —                                 | Tor Books                                                                      | [ 26 ]                                                 |        |
| 1990 | Джонатан Керрол                              | «Дитя у небі»                               | A Child Across the Sky              | —                                 | Legend / Century                                                               | [ 26 ]                                                 |        |
| 1990 | Тім Пауерс                                   | «Тягар її уваги»                            | The Stress of Her Regard            | —                                 | Ace Books                                                                      | [ 26 ]                                                 |        |
| 1990 | Ден Сіммонс                                  | «Комфортна мертвечина»                      | Carrion Comfort                     | —                                 | Dark Harvest                                                                   | [ 26 ]                                                 |        |
| 1991 | Джеймс Морроу · Эллен Кашнер                 | Джеймс Морроу                               | «Єдинонароджена донька»             | Only Begotten Daughter            | —                                                                              | William Morrow and Company                             | [ 27 ] |
| 1991 | Джеймс Морроу · Эллен Кашнер                 | Еллен Кушнер                                | «Томас-римувальник»                 | Thomas the Rhymer                 | —                                                                              | William Morrow and Company                             | [ 27 ] |
| 1991 | Джеймс Морроу · Эллен Кашнер                 | Гай Геврієл Кей                             | «Тігана»                            | Tigana                            | —                                                                              | Viking Press                                           | [ 27 ] |
| 1991 | Джеймс Морроу · Эллен Кашнер                 | Валері Мартін                               | «Мері Райлі»                        | Mary Reilly                       | —                                                                              | Doubleday                                              | [ 27 ] |
| 1991 | Джеймс Морроу · Эллен Кашнер                 | Террі Пратчетт, Ніл Ґеймен                  | «Добрі передвісники»                | Good Omens                        | «Добрі передвісники. Ґрунтовні й вичерпні пророцтва Агнеси Оглашенної, відьми» | Victor Gollancz / Workman Publishing Company / КМ-Букс | [ 27 ] |
| 1992 |                                              | Роберт Маккаммон                            | «Життя хлопчиська»                  | Boy's Life                        | —                                                                              | Pocket Books                                           | [ 29 ] |
| 1992 | Е. Аттаназіо                                 | «Танок привидів»                            | Hunting the Ghost Dancere           | —                                 | HarperCollins                                                                  | [ 29 ]                                                 |        |
| 1992 | Джеймс Блейлок                               | «Паперовий Грааль»                          | The Paper Grail                     | —                                 | Ace Books                                                                      | [ 29 ]                                                 |        |
| 1992 | Емма Булл                                    | «Танці на кістках»                          | Bone Dance                          | —                                 | HarperCollins                                                                  | [ 29 ]                                                 |        |
| 1992 | Джонатан Керрол                              | «За стінами музею пса»                      | Outside the Dog Museum              | —                                 | Macdonald                                                                      | [ 29 ]                                                 |        |
| 1992 | Чарльз де Лінт                               | «Маленька країна»                           | The Little Country                  | —                                 | William Morrow and Company                                                     | [ 29 ]                                                 |        |
| 1993 |                                              | Тім Пауерс                                  | «Останній дзвінок»                  | Last Call                         | —                                                                              | William Morrow and Company                             | [ 30 ] |
| 1993 | Джейн Йолен                                  | «Дика Роза»                                 | Briar Rose                          | —                                 | Tor Books                                                                      | [ 30 ]                                                 |        |
| 1993 | Кім Ньюмен                                   | «Ера Дракули»                               | Anno Dracula                        | —                                 | Simon & Schuster / Carroll & Graf Publishers                                   | [ 30 ]                                                 |        |
| 1993 | Джефф Раймен                                 | «Було»                                      | Was                                 | —                                 | HarperCollins / Alfred A. Knopf                                                | [ 30 ]                                                 |        |
| 1993 | Стів Сциладжі                                | «Фотографування фей»                        | Photographing Fairies               | —                                 | Ballantine Books                                                               | [ 30 ]                                                 |        |
| 1994 |                                              | Льюїс Шайнер                                | «Проблиски»                         | Glimpses                          | —                                                                              | William Morrow and Company                             | [ 31 ] |
| 1994 | Пітер С. Біґл                                | «Пісня шинкаря»                             | The Innkeeper's Song                | —                                 | Roc Books                                                                      | [ 31 ]                                                 |        |
| 1994 | Поппі Брайт                                  | «Малюнки на крові»                          | Drawing Blood                       | —                                 | Delacorte Abyss                                                                | [ 31 ]                                                 |        |
| 1994 | Кейт Коджа                                   | «Шкіра»                                     | Skin                                | —                                 | Delacorte Abyss                                                                | [ 31 ]                                                 |        |
| 1994 | Пітер Страуб                                 | «Паща»                                      | The Throat                          | —                                 | Millennium / Morrow AvoNova                                                    | [ 31 ]                                                 |        |
| 1994 | Майкл Свонвік                                | «Дочка залізного дракона»                   | The Iron Dragon's Daughter          | «Донька залізного дракона»        | Millennium / Morrow AvoNova / Видавництво Жупанського                          | [ 31 ]                                                 |        |
| 1994 | Джудіт Тарр                                  | «Пан двох царств»                           | Lord of the Two Lands               | —                                 | Tor Books                                                                      | [ 31 ]                                                 |        |
| 1995 |                                              | Джеймс Морроу                               | «Буксируючи Єгову»                  | Towing Jehovah                    | —                                                                              | Harcourt Brace                                         | [ 33 ] |
| 1995 | Майкл Бішоп                                  | «М'які подачі»                              | Brittle Innings                     | —                                 | Bantam Books                                                                   | [ 33 ]                                                 |        |
| 1995 | Джон Краулі                                  | «Любов і сон»                               | Love & Sleep                        | —                                 | Bantam Books                                                                   | [ 33 ]                                                 |        |
| 1995 | Джонатан Керрол                              | «Від зубів ангелів»                         | From the Teeth of Angels            | —                                 | HarperCollins / Doubleday                                                      | [ 33 ]                                                 |        |
| 1995 | Брук Стівенс                                 | «Цирк Землі та Повітря»                     | The Circus of the Earth and the Air | —                                 | Harcourt Brace                                                                 | [ 33 ]                                                 |        |
| 1995 | Елізабет Генд                                | «Збуджуючи Місяць»                          | Waking the Moon                     | —                                 | HarperCollins / HarperPrism                                                    | [ 33 ]                                                 |        |
| 1996 |                                              | Крістофер Пріст                             | «Слава»                             | The Prestige                      | «Престиж»                                                                      | Touchstone, Simon & Schuster / Фабула                  | [ 35 ] |
| 1996 | Джеймс Блейлок                               | «Усі дзвони на Землі»                       | All The Bells On Earth              | —                                 | Ace Books                                                                      | [ 35 ]                                                 |        |
| 1996 | Ґрем Джойс                                   | «Реквієм»                                   | Requiem                             | —                                 | Michael Joseph / Signet Creed                                                  | [ 35 ]                                                 |        |
| 1996 | Тім Пауерс                                   | «Термін придатності»                        | Expiration Date                     | —                                 | HarperCollins / Tor Books                                                      | [ 35 ]                                                 |        |
| 1996 | Ніна Кірікі Гоффман                          | «Потаємна сила каменів»                     | The Silent Strength of Stones       | —                                 | AvoNova                                                                        | [ 35 ]                                                 |        |
| 1996 | Вікрам Чандра                                | «Червона земля і проливний дощ»             | Red Earth and Pouring Rain          | —                                 | Little, Brown and Company                                                      | [ 35 ]                                                 |        |
| 1997 |                                              | Рейчел Поллак                               | «Мати ночі»                         | Godmother Night                   | —                                                                              | St. Martin's Press                                     | [ 36 ] |
| 1997 | Вільям Коцвінкл                              | «Ведмідь пройшов крізь гору»                | The Bear Went Over The Mountain     | —                                 | Doubleday                                                                      | [ 36 ]                                                 |        |
| 1997 | Марк Лейдлоу                                 | «37-ма мандала»                             | The 37th Mandala                    | —                                 | St. Martin's Press                                                             | [ 36 ]                                                 |        |
| 1997 | Джордж Мартін                                | «Гра престолів»                             | Game of Thrones                     | «Гра престолів»                   | HarperCollins Voyager / Bantam Spectra / КМ-Букс                               | [ 36 ]                                                 |        |
| 1997 | Марк Самнер                                  | «Вежа диявола»                              | Devil's Tower                       | —                                 | Del Rey Books                                                                  | [ 36 ]                                                 |        |
| 1997 | Кейт Елліот, Мелані Роун, Дженніфер Роберсон | «Золотий ключ»                              | The Golden Key                      | —                                 | DAW Books                                                                      | [ 36 ]                                                 |        |
| 1997 | Теренс М. Ґрін                               | «Тінь Ешленда»                              | Shadow of Ashland                   | —                                 | Forge Books                                                                    | [ 36 ]                                                 |        |
| 1998 |                                              | Джефрі Форд                                 | «Физіогноміка»                      | The Physiognomy                   | —                                                                              | Avon Publications                                      | [ 38 ] |
| 1998 | Гарві Джейкобс                               | «Американський Голіаф»                      | American Goliath                    | —                                 | St. Martin's Press                                                             | [ 38 ]                                                 |        |
| 1998 | Чарльз де Лінт                               | «Торговець»                                 | Trader                              | —                                 | Tor Books                                                                      | [ 38 ]                                                 |        |
| 1998 | Ерік Ніланд                                  | «Суха вода»                                 | Dry Water                           | —                                 | Avon Publications                                                              | [ 38 ]                                                 |        |
| 1998 | Патрік О'Лірі                                | «Подарунок»                                 | The Gift                            | —                                 | Tor Books                                                                      | [ 38 ]                                                 |        |
| 1998 | Артуро Перес-Реверте                         | «Клуб Дюма»                                 | The Club Dumas                      | Книга Клуб Дюма, або Тінь Рішельє | Harcourt Brace                                                                 | [ 38 ]                                                 |        |
| 1999 |                                              | Луїз Ердріч                                 | «Дружина-антилопа»                  | The Antelope Wife                 | —                                                                              | HarperFlamingo                                         | [ 39 ] |
| 1999 | Гай Геврієл Кей                              | «Плавання до Сарантію»                      | Sailing to Sarantium                | Плавання до Сарантію              | Earthlight / Viking Press                                                      | [ 39 ]                                                 |        |
| 1999 | Чарльз де Лінт                               | «Десь, де можна літати» / «Покинуті небеса» | Someplace to Be Flying              | —                                 | Tor Books                                                                      | [ 39 ]                                                 |        |
| 1999 | Томас Салліван                               | «Мучеництво»                                | The Martyring                       | —                                 | Forge Books                                                                    | [ 39 ]                                                 |        |
| 1999 | Шон Стюарт                                   | «Птах-пересмішник»                          | Mockingbird                         | —                                 | Ace Books                                                                      | [ 39 ]                                                 |        |

## 2000-і
| Рік  | Світлини лауреатів     | Переможці й фіналісти          | Назва роману                             | Назва роману мовою оригіналу  | Переклад українською                                            | Видавництво                                                     | Прим.  |
| ---- | ---------------------- | ------------------------------ | ---------------------------------------- | ----------------------------- | --------------------------------------------------------------- | --------------------------------------------------------------- | ------ |
| 2000 |                        | Мартін Міллар                  | «Траксас»                                | Thraxas                       | —                                                               | Orbit Books                                                     | [ 40 ] |
| 2000 | Пітер С. Біґл          | «Темсін»                       | Tamsin                                   | —                             | Roc Books                                                       | [ 40 ]                                                          |        |
| 2000 | Джеймс Блейлок         | «Сезон дощів»                  | The Rainy Season                         | —                             | Ace Books                                                       | [ 40 ]                                                          |        |
| 2000 | Теренс М. Ґрін         | «Свідок життя»                 | A Witness to Life                        | —                             | Forge Books                                                     | [ 40 ]                                                          |        |
| 2000 | Ніна Кірікі Гоффман    | «Червоне серце спогадів»       | A Red Heart of Memories                  | —                             | Ace Books                                                       | [ 40 ]                                                          |        |
| 2000 | Стівен Еріксон         | «Сади місяця»                  | Gardens of the Moon                      | —                             | Bantam Books                                                    | [ 40 ]                                                          |        |
| 2001 | Тим Пауэрс             | Тім Пауерс                     | «Проголошую»                             | Declare                       | —                                                               | Subterranean Press / William Morrow and Company                 | [ 41 ] |
| 2001 | Тим Пауэрс             | Шон Стюарт                     | «Галвестон»                              | Galveston                     | —                                                               | Ace Books                                                       | [ 41 ] |
| 2001 | Тим Пауэрс             | Пола Вольськи                  | «Великий еліпс»                          | The Grand Ellipse             | —                                                               | Bantam Spectra                                                  | [ 41 ] |
| 2001 | Тим Пауэрс             | Гай Геврієл Кей                | «Повелитель імператорів»                 | Lord of Emperors              | —                                                               | Viking Press / HarperPrism                                      | [ 41 ] |
| 2001 | Тим Пауэрс             | Чайна М'євіль                  | «Станція загублених снів»                | Perdido Street Station        | «Вокзал на вулиці Відчаю»                                       | Macmillan Publishers / Del Rey Books / Навчальна книга — Богдан | [ 41 ] |
| 2001 | Тим Пауэрс             | Філіп Пулман                   | «Бурштиновий далекогляд»                 | The Amber Spyglass            | «Янтарне скло», «Янтарний телескоп»                             | Scholastic / Alfred A. Knopf / КСД / Nebo BookLab Publishing    | [ 41 ] |
| 2002 |                        | Урсула Ле Ґуїн                 | «На інших вітрах»                        | The Other Wind                | —                                                               | Harcourt                                                        | [ 45 ] |
| 2002 | Рей Бредбері           | «З праху повсталі»             | From the Dust Returned                   | —                             | William Morrow and Company                                      | [ 45 ]                                                          |        |
| 2002 | Лоїс Макмастер Буджолд | «Прокляття Шаліона»            | The Curse of Chalion                     | —                             | Eos                                                             | [ 45 ]                                                          |        |
| 2002 | Ніл Ґейман             | «Американські боги»            | American Gods                            | «Американські боги»           | William Morrow and Company / КМ-Букс                            | [ 45 ]                                                          |        |
| 2002 | Джонатан Керрол        | «Дерев'яне море»               | The Wooden Sea                           | —                             | Tor Books                                                       | [ 45 ]                                                          |        |
| 2002 | Чарльз де Лінт         | «Цібулева дівчина»"            | The Onion Girl                           | —                             | Tor Books                                                       | [ 45 ]                                                          |        |
| 2002 | Джей Рассел            | «Коричневий урожай»            | Brown Harvest                            | —                             | Four Walls Eight Windows                                        | [ 45 ]                                                          |        |
| 2003 |                        | Грем Джойс                     | «Правда життя»                           | The Facts of Life             | —                                                               | Victor Gollancz                                                 | [ 47 ] |
| 2003 | Патриція Маккілліп     | «Омбрія в тіні»                | Ombria in Shadow                         | —                             | Ace Books                                                       | [ 47 ]                                                          |        |
| 2003 | Чайна М'євіль          | «Шрам»                         | The Scar                                 | «Шрам»                        | Macmillan Publishers / Del Rey Books / Навчальна книга — Богдан | [ 47 ]                                                          |        |
| 2003 | Джефрі Форд            | «Портрет місіс Шарбук»         | The Portrait of Mrs. Charbuque           | —                             | William Morrow and Company                                      | [ 47 ]                                                          |        |
| 2003 | Грегорі Фрост          | «Наречені Фітчера»             | Fitcher's Brides                         | —                             | Tor Books                                                       | [ 47 ]                                                          |        |
| 2004 |                        | Джо Волтон                     | «Омбрія в тіні»                          | Tooth and Claw                | —                                                               | Tor Books                                                       | [ 49 ] |
| 2004 | Кірстен Бішоп          | «Витравлене місто»             | The Etched City                          | —                             | Prime Books                                                     | [ 49 ]                                                          |        |
| 2004 | Джефф Вандермеєр       | «Підземний Веніс»              | Veniss Underground                       | —                             | Prime Books                                                     | [ 49 ]                                                          |        |
| 2004 | Кідж Джонсон           | «Фудокі»                       | Fudoki                                   | —                             | Tor Books                                                       | [ 49 ]                                                          |        |
| 2004 | Аєн Мак-Лауд           | «Світлі часи»                  | The Light Ages                           | —                             | Ace Books                                                       | [ 49 ]                                                          |        |
| 2005 |                        | Сюзанна Кларк                  | «Джонатан Стрейндж та містер Норрелл»    | Jonathan Strange & Mr Norrell | «Джонатан Стрейндж і м-р Норрелл»                               | Bloomsbury Press / Видавництво «РМ»                             | [ 51 ] |
| 2005 | Джин Вулф              | «Лицар-чарівник»               | The Wizard Knight                        | —                             | Tor Books                                                       | [ 51 ]                                                          |        |
| 2005 | Стівен Р. Дональдсон   | «Руни Землі»                   | The Runes of the Earth                   | —                             | Putnam Publishing Group / Victor Gollancz                       | [ 51 ]                                                          |        |
| 2005 | Чайна М'євіль          | «Залізна рада»                 | Iron Council                             | —                             | Del Rey Books / Macmillan Publishers                            | [ 51 ]                                                          |        |
| 2005 | Шон Стюарт             | «Ідеальне коло»                | Perfect Circle                           | —                             | Small Beer Press                                                | [ 51 ]                                                          |        |
| 2006 |                        | Харукі Муракамі                | «Кафка на пляжі»                         | яп. 海辺のカフカ              | —                                                               | Harvill Press / Alfred A. Knopf                                 | [ 52 ] |
| 2006 | Гел Данкан             | «Веллум: Книга всіх годин»     | Vellum: The Book of All Hours            | —                             | Macmillan Publishers / Del Rey Books                            | [ 52 ]                                                          |        |
| 2006 | Грем Джойс             | «Межі чаклунства»              | The Limits of Enchantment                | —                             | Victor Gollancz / Atria                                         | [ 52 ]                                                          |        |
| 2006 | Патриція Маккілліп     | «Від магії»                    | Od Magic                                 | —                             | Ace Books                                                       | [ 52 ]                                                          |        |
| 2006 | Пол Парк               | «Румунська принцеса»           | Princess of Romania                      | —                             | Tor Books                                                       | [ 52 ]                                                          |        |
| 2006 | Брет Істон Елліс       | «Місячний парк»                | Lunar Park                               | —                             | Alfred A. Knopf / Macmillan Publishers                          | [ 52 ]                                                          |        |
| 2007 |                        | Джин Вулф                      | «Воїн Сидону»                            | Soldier of Sidon              | —                                                               | Tor Books                                                       | [ 53 ] |
| 2007 | Кетрінн Валенте        | «Казки сироти: У нічному саду» | The Orphan's Tales: In the Night Garden" | —                             | Bantam Spectra                                                  | [ 53 ]                                                          |        |
| 2007 | Еллен Кушнер           | «Привілей меча»                | The Privilege of the Sword               | —                             | Bantam Spectra / Small Beer Press                               | [ 53 ]                                                          |        |
| 2007 | Стівен Кінг            | «Історія Лізі»                 | Lisey's Story                            | «Історія Лізі»                | Charles Scribner's Sons / Hodder & Stoughton / КСД              | [ 53 ]                                                          |        |
| 2007 | Скотт Лінч             | «Брехні Локкі Ламори»          | The Lies of Locke Lamora                 | Лукавства Лока Ламори         | Victor Gollancz / Bantam Spectra                                | [ 53 ]                                                          |        |
| 2008 |                        | Гай Геврієл Кей                | «Ізабель (роман)»                        | Ysabel                        | —                                                               | Viking Press / Roc Books                                        | [ 55 ] |
| 2008 | Емма Булл              | «Територія»                    | Territory                                | —                             | Tor Books                                                       | [ 55 ]                                                          |        |
| 2008 | Джон Маркс             | «Країна іклів і кігтів»        | Fangland                                 | —                             | Penguin Press                                                   | [ 55 ]                                                          |        |
| 2008 | Майкл Маршалл Сміт     | «Слуги»                        | The Servants                             | —                             | Earthling Publications                                          | [ 55 ]                                                          |        |
| 2008 | Вілл Шеттерлі          | «Гостре Євангеліє»             | Gospel of the Knife                      | —                             | Tor Books                                                       | [ 55 ]                                                          |        |
| 2009 | Джеффри Форд           | Джефрі Форд                    | «Тіньовий рік»                           | The Shadow Year               | —                                                               | William Morrow and Company                                      | [ 56 ] |
| 2009 | Джеффри Форд           | Марго Ленеґен                  | «Делікатні шматочки»                     | Tender Morsels                | —                                                               | Allen & Unwin / Alfred A. Knopf                                 | [ 56 ] |
| 2009 | Джеффри Форд           | Кейдж Бейкер                   | «Дім Оленя»                              | The House of the Stag         | —                                                               | Tor Books                                                       | [ 56 ] |
| 2009 | Джеффри Форд           | Ніл Ґеймен                     | «Історія з цвинтарем»                    | The Graveyard Book            | —                                                               | HarperCollins / Bloomsbury Press                                | [ 56 ] |
| 2009 | Джеффри Форд           | Деріл Грегорі                  | «Пандемоніум»                            | Pandemonium                   | —                                                               | Del Rey Books                                                   | [ 56 ] |

## 2010-і
| Рік  | Світлини лауреатів         | Переможці й фіналісти                          | Назва роману                                         | Назва роману мовою оригіналу            | Переклад українською                                 | Видавництво                          | Прим.  |
| ---- | -------------------------- | ---------------------------------------------- | ---------------------------------------------------- | --------------------------------------- | ---------------------------------------------------- | ------------------------------------ | ------ |
| 2010 |                            | Чайна М'євіль                                  | «Місто та місто»                                     | The City & the City                     | —                                                    | Macmillan Publishers / Дель Рей Букс | [ 57 ] |
| 2010 | Джефф Вандермеєр           | «Фінч»                                         | Finch                                                | —                                       | Underland Press                                      | [ 57 ]                               |        |
| 2010 | Кетлін Кірнан              | «Червоне дерево»                               | The Red Tree                                         | —                                       | Roc Books                                            | [ 57 ]                               |        |
| 2010 | Кіт Вайтфільд              | «У Великих Водах»                              | In Great Waters                                      | —                                       | Jonathan Cape / Дель Рей Букс                        | [ 57 ]                               |        |
| 2010 | Джеймс Ендж                | «Кров Амброзії»                                | Blood of Ambrose                                     | —                                       | Pyr                                                  | [ 57 ]                               |        |
| 2011 |                            | Ннеді Окорафор                                 | «Хто боїться смерті»                                 | Who Fears Death                         | —                                                    | DAW Books                            | [ 58 ] |
| 2011 | Гай Геврієл Кей            | «Піднебесна»                                   | Under Heaven (novel)                                 | —                                       | Viking Press / Roc Books                             | [ 58 ]                               |        |
| 2011 | Лорен Б'юкс                | «Зоомісто»                                     | Zoo City                                             | —                                       | Jacana Media / Angry Robot                           | [ 58 ]                               |        |
| 2011 | Ґрем Джойс                 | «Тихі землі»                                   | The Silent Land                                      | —                                       | Victor Gollancz / Doubleday                          | [ 58 ]                               |        |
| 2011 | Карен Лорд                 | «Спокута в індиго»                             | Redemption in Indigo                                 | —                                       | Small Beer Press                                     | [ 58 ]                               |        |
| 2012 |                            | Леві Тідгар                                    | «Осама (роман)»                                      | Osama                                   | —                                                    | DAW Books                            | [ 59 ] |
| 2012 | Крістофер Баелмен          | «Ті, що за річкою»                             | Those Across the River                               | —                                       | Ace Books                                            | [ 59 ]                               |        |
| 2012 | Стівен Кінг                | «22.11.63»                                     | 11/22/63                                             | «11/22/63»                              | Charles Scribner's Sons / Клуб сімейного дозвілля    | [ 59 ]                               |        |
| 2012 | Джордж Мартін (письменник) | «Танок з драконами»                            | A Dance with Dragons                                 | «Танок драконів. Пісня льоду й полумя.» | Tor Books / КМ-Букс                                  | [ 59 ]                               |        |
| 2012 | Джо Волтон                 | «Серед інших»                                  | Among Others                                         | —                                       | Tor Books                                            | [ 59 ]                               |        |
| 2013 |                            | Дж. Віллоу Вілсон                              | «Аліф-невидимка»                                     | Alif the Unseen                         | —                                                    | Grove / Corvus                       | [ 62 ] |
| 2013 | Ґрем Джойс                 | «Своєрідна казка»                              | Some Kind of Fairy Tale                              | —                                       | Victor Gollancz                                      | [ 62 ]                               |        |
| 2013 | Кейтлін Кірнан             | «Дівчина, що потопає: мемуари»                 | The Drowning Girl                                    | —                                       | Roc Books                                            | [ 62 ]                               |        |
| 2013 | Анна Тамбур                | «Крандолін»                                    | Crandolin                                            |                                         | Chomu Press                                          | [ 62 ]                               |        |
| 2013 | Нора К. Джемісін           | «Вбивчий Місяць»                               | The Killing Moon                                     | —                                       | Orbit Books                                          | [ 62 ]                               |        |
| 2014 |                            | Софія Саматар                                  | «Мандрівник в Олондрії»                              | A Stranger in Olondria                  | —                                                    | Small Beer Press                     | [ 63 ] |
| 2014 | Річард Боус                | «Курний диявол на тихій вулиці»                | Dust Devil on a Quiet Street                         | —                                       | Lethe Press                                          | [ 63 ]                               |        |
| 2014 | Марі Бреннан               | «Історія природи драконів: мемуари леді Трент» | A Natural History of Dragons: A Memoir by Lady Trent | —                                       | Tor Books                                            | [ 63 ]                               |        |
| 2014 | Ніл Ґеймен                 | «Океан наприкінці дороги»                      | The Ocean at the End of the Lane                     | «Океан у кінці вулиці»                  | William Morrow and Company / KM Books                | [ 63 ]                               |        |
| 2014 | Гелен Вокер                | «Голем й джинн»                                | The Golem and the Jinni                              | —                                       | Harper                                               | [ 63 ]                               |        |
| 2014 | Джин Вулф                  | «Земля за горизонтом»                          | The Land Across                                      | —                                       | Tor Books                                            | [ 63 ]                               |        |
| 2015 |                            | Девід Мітчелл                                  | «Прості смертні»                                     | The Bone Clocks                         | —                                                    | Random House                         | [ 65 ] |
| 2015 | Сара Монетт                | «Імператор гоблінів»                           | The Goblin Emperor                                   | —                                       | Tor Books                                            | [ 65 ]                               |        |
| 2015 | Роберт Джексон Беннет      | «Місто сходів»                                 | City of Stairs                                       | —                                       | Jo Fletcher Books                                    | [ 65 ]                               |        |
| 2015 | Джефф Вандермеєр           | Південний округ (трилогія)                     | Area X: The Southern Reach Trilogy                   | Нуль-зона. Південний округ              | Farrar, Straus and Giroux/ КМ-Букс                   | [ 65 ]                               |        |
| 2015 | Джо Волтон                 | «Мої справжні діти»                            | My Real Children                                     | —                                       | Tor Books                                            | [ 65 ]                               |        |
| 2016 |                            | «Анна Смайл»                                   | «Дзвони»                                             | The Chimes                              | —                                                    | Sceptre                              | [ 67 ] |
| 2016 | Нора К. Джемісін           | «П'ятий сезон»                                 | The Fifth Season                                     | «П'ята пора»                            | Orbit Books / Навчальна книга — Богдан               | [ 67 ]                               |        |
| 2016 | Наомі Новік                | «Ті, що не мають коріння»                      | Uprooted                                             | «Ті, що не мають коріння»               | Del Rey Books /Pan Macmillan / Faber and Faber / КСД | [ 67 ]                               |        |
| 2016 | К.Дж. Паркер               | «Дикуни»                                       | Savages                                              | —                                       | Subterranean Press                                   | [ 67 ]                               |        |
| 2016 | Ішіґуро Кадзуо             | «Похований велетень»                           | The Buried Giant                                     | «Похований велетень»                    | Alfred A. Knopf / Видавництво Старого Лева           | [ 67 ]                               |        |
| 2016 | Пол Тремблі                | «Голова, повна привидів»                       | A Head Full of Ghosts                                | —                                       | William Morrow and Company                           | [ 67 ]                               |        |
| 2017 |                            | «Кетрін Вебб»                                  | «Несподівана поява надії»                            | The Sudden Appearance of Hope           | —                                                    | Redhook Books                        | [ 71 ] |
| 2017 | Мішелл Бейкер              | «На межі»                                      | Borderline                                           | —                                       | Saga Press                                           | [ 71 ]                               |        |
| 2017 | Метт Руф                   | «Країна Лавкрафта»                             | Lovecraft Country                                    | —                                       | Harper                                               | [ 71 ]                               |        |
| 2017 | Нора К. Джемісін           | «Брама обелісків»                              | The Obelisk Gate                                     | «Брама обелісків»                       | Orbit Books / Навчальна книга Богдан                 | [ 71 ]                               |        |
| 2017 | Бетсі Джеймс               | «Душі дороги»                                  | Roadsouls                                            | —                                       | Aqueduct Press                                       | [ 71 ]                               |        |
| 2018 |                            | Віктор Лаваль                                  | «Перевтілювач»                                       | The Changeling                          | —                                                    | Spiegel & Grau                       | [ 73 ] |
| 2018 | «Фонда Лі»                 | «Нефритове місто»                              | Jade City                                            | —                                       | Orbit Books                                          | [ 73 ]                               |        |
| 2018 | С. А. Чакраборті           | «Латунне місто»                                | The City of Brass                                    | Латунне місто                           | Harper Voyager                                       | [ 73 ]                               |        |
| 2018 | Джон Кроулі                | «Кар Дар Оуклі в руїнах Юмру»                  | Ka: Dar Oakley in the Ruin of Ymr                    | —                                       | Saga Press                                           | [ 73 ]                               |        |
| 2018 | Деріл Ґрегорі              | «Згиначі ложок»                                | Spoonbenders                                         | —                                       | Альфред Е. Нопф                                      | [ 73 ]                               |        |
| 2018 | Теодора Госс               | «Дивний випадок з донькою алхіміка»            | The Strange Case of the Alchemist's Daughter         | —                                       | Saga Press                                           | [ 73 ]                               |        |
| 2019 |                            | Челсі Луїза Полк                               | «Відьомський знак»                                   | Witchmark                               | —                                                    | Tor.com Publishing                   | [ 74 ] |
| 2019 | Дейл Бейлі                 | «У нічному лісі»                               | In the Night Wood                                    | —                                       | John Joseph Adams Books                              | [ 74 ]                               |        |
| 2019 | Марія Дахвана Гедлі        | «Проста дружина»                               | The Mere Wife                                        | —                                       | MCD                                                  | [ 74 ]                               |        |
| 2019 | Ребекка Кван               | «Макова війна»                                 | The Poppy War                                        | Макова війна                            | Harper Voyager                                       | [ 74 ]                               |        |
| 2019 | Ребекка Роангорс           | «Слід блискавки»                               | Trail of Lightning                                   | —                                       | Saga Press                                           | [ 74 ]                               |        |

## 2020-і
| Рік  | Світлини лауреатів          | Переможці й фіналісти                  | Назва роману                                             | Назва роману мовою оригіналу | Переклад українською              | Видавництво                   | Прим.  |
| ---- | --------------------------- | -------------------------------------- | -------------------------------------------------------- | ---------------------------- | --------------------------------- | ----------------------------- | ------ |
| 2020 |                             | Кейсен Каллендер                       | «Королева підкорених»                                    | Queen of the Conquered       |                                   | Orbit Books                   | [ 75 ] |
| 2020 | Алікс Е. Харроу             | Десять тисяч дверей Джейнюері          | The Ten Thousand Doors of January                        | Десять тисяч дверей Дженьєрі | Redhook Books / Orbit UK          | [ 75 ]                        |        |
| 2020 | Енн Лекі                    | «Вороняча вежа»                        | The Raven Tower                                          | —                            | Orbit Books                       | [ 75 ]                        |        |
| 2020 | Темсін Муір                 | «Гідеон Дев'ятий»                      | Gideon the Ninth                                         | —                            | Tor.com Publishing                | [ 75 ]                        |        |
| 2020 | Йоко Огава                  | «Поліція пам'яті»                      | The Memory Police (яп. 密やかな結晶, Hisoyaka na Kesshō) | —                            | Pantheon Books / Harvill Secker   | [ 75 ]                        |        |
| 2020 | Стівен Снайдер (перекладач) | «Поліція пам'яті»                      | The Memory Police (яп. 密やかな結晶, Hisoyaka na Kesshō) | —                            | Pantheon Books / Harvill Secker   | [ 75 ]                        |        |
| 2021 |                             | Алая Дон Джонсон                       | «Неспокій святих»                                        | Trouble the Saints           | —                                 | Tor Books                     | [ 76 ] |
| 2021 | Сюзанна Кларк               | «Піранезі»                             | Piranesi                                                 | «Піранезі»                   | [ 76 ]                            | Bloomsbury Press / Рідна мова |        |
| 2021 | Стівен Ґрем Джоунз          | «Єдині хороші індіанці»                | The Only Good Indians                                    | —                            | Saga Press / Titan UK             | [ 76 ]                        |        |
| 2021 | Сільвія Морено-Гарсія       | «Мексиканська готика»                  | Mexican Gothic                                           | —                            | Del Rey Books / Jo Fletcher UK    | [ 76 ]                        |        |
| 2021 | Челсі Луїза Полк            | «Опівнічна пропозиція»                 | The Midnight Bargain                                     | —                            | Erewhon / Orbit UK                | [ 76 ]                        |        |
| 2022 |                             | Таша Сурі                              | «Жасминовий трон»                                        | The Jasmine Throne           | —                                 | Orbit Books                   | [ 78 ] |
| 2022 | Дзен Чо                     | «Чорноводна сестра»                    | Black Water Sister                                       | —                            | Ace Books / Macmillan Publishers  | [ 78 ]                        |        |
| 2022 | Аден Полідорос              | «Прекрасне місто»                      | «The City Beautiful»                                     | —                            | Inkyard Press                     | [ 78 ]                        |        |
| 2022 | Катріона Ворд               | «Останній будинок на Ніделлс-стріт»    | The Last House on Needless Street                        | —                            | Nightfire Books / Viper Books     | [ 78 ]                        |        |
| 2022 | Декстер Габріель            |                                        | «A Master of Djinn»                                      | —                            | Ballantine Books                  | [ 78 ]                        |        |
| 2023 |                             | Клер Сюзанна Елізабет Куні             | «Свята донька смерті»                                    | Saint Death's Daughter       | —                                 | Solaris Books                 | [ 79 ] |
| 2023 | Ребекка Кван                | «Вавилон»                              | Babel                                                    | «Вавилон. Прихована історія» | Harper Voyager / Видавництво Жорж | [ 79 ]                        |        |
| 2023 | Алекс Дженнінґс             | «Балада про небезпечні могили»         | The Ballad of Perilous Graves                            | —                            | Redhook Books / Orbit UK          | [ 79 ]                        |        |
| 2023 | Нгі Во                      | «Королева сирен»                       | Siren Queen                                              | —                            | Tordotcom                         | [ 79 ]                        |        |
| 2023 | Нікола Ґріффіс              | «Спис»                                 | Spear                                                    | —                            | Tordotcom                         | [ 79 ]                        |        |
| 2024 |                             | Тананарів Дю                           | «Реформаторія»                                           | The Reformatory              | —                                 | Saga Press / Titan UK         | [ 81 ] |
| 2024 | Катріона Ворд               | «Звук Задзеркалля»                     | Looking Glass Sound                                      | —                            | Viper Books / Nightfire Books     | [ 81 ]                        |        |
| 2024 | Яель Голдштейн Лав          | «Можливості»                           | The Possibilities                                        | —                            | Random House                      | [ 81 ]                        |        |
| 2024 | Воле Талабі                 | «Шигіді та голова правління Обалуфона» | Shigidi and the Brass Head of Obalufon                   | —                            | DAW Books / Victor Gollancz       | [ 81 ]                        |        |
| 2024 | Алікс Е. Герроу             | «Шпаківня»                             | Starling House                                           | —                            | Tor Books                         | [ 81 ]                        |        |
| 2024 | Марта Веллс                 | «Король відьом»                        | Witch King                                               | Король відьом                | Tordotcom                         | [ 81 ]                        |        |